# Thüringer Forschungspreis
Seit 1995 vergibt der Freistaat Thüringen jährlich den Thüringer Forschungspreis durch das Thüringer Ministerium für Wirtschaft, Wissenschaft und digitale Gesellschaft, früher durch das Thüringer Ministerium für Bildung, Wissenschaft und Kultur.
Der Preis wird für herausragende Forschungsleistungen in den Kategorien „Grundlagenforschung“ und „Angewandte Forschung“ sowie für wissenschaftliche Leistungen mit besonderer wirtschaftlicher Relevanz als „Transferpreis“ (seit 1999) sowohl an einzelne Wissenschaftler als auch an Forschergruppen vergeben, die an Hochschulen und außeruniversitären Forschungseinrichtungen des Landes Thüringen oder im Verbund dieser Einrichtungen mit weiteren Partnern aus Thüringen entstanden sind.
Mit seiner Vergabe sollen exzellente Forschungsergebnisse der Thüringer Forscher gewürdigt und gleichzeitig die Potenziale des Wissenschaftslandes Thüringen der Öffentlichkeit vorgestellt werden.
Über die Preisträger entscheidet ein ehrenamtlich tätiger Auswahlausschuss, der aus 10 bis 13 Wissenschaftlern bzw. Vertretern der forschenden Wirtschaft besteht. Diese werden vom Thüringer Ministerium für Bildung, Wissenschaft und Kultur für eine Amtszeit von höchstens vier Jahren berufen.
Der Forschungspreis ist mit insgesamt 50.000 € dotiert (Stand 2019), wobei auf die Kategorien „Grundlagenforschung“ und „Angewandte Forschung“ jeweils 17.500 € entfallen sowie auf den „Transferpreis“ 15.000 €.

## Preisträger

### 1995
Grundlagenforschung
Für die Identifizierung und Charakterisierung von Antagonisten der Zellproliferation:
- Frank Dietmar Böhmer (Friedrich-Schiller-Universität Jena)

Angewandte Forschung
Für ein Digitales optisches asynchrones CDMA-System mit Polarisationsmodulation und optisches CDMA im Teilnehmeranschlußbereich:
- Kay Iversen (Technische Universität Ilmenau)

### 1996
Grundlagenforschung
nicht vergeben
Angewandte Forschung (geteilt)
Für die Entwicklung einer Familie thermoelektrischer Mikrosensoren:
- Jürgen Müller (Institut für Physikalische Hochtechnologie Jena)
- Volker Baier (Institut für Physikalische Hochtechnologie Jena)
- Ulrich Dillner (Institut für Physikalische Hochtechnologie Jena)
- Rudolf Güttich (Institut für Physikalische Hochtechnologie Jena)
- Ernst Keßler (Institut für Physikalische Hochtechnologie Jena)
- Siegfried Poser (Institut für Physikalische Hochtechnologie Jena)

Für ein Herstellungsverfahren für ein gentechnisches Arzneimittel:
- Hans-Dieter Pohl (Hans-Knöll-Institut für Naturstoff-Forschung Jena)

### 1997
Grundlagenforschung
Für ihre Arbeit Molekulare Basis der Symbiose zwischen Rhizobium und Leguminosen:
- Christoph Freiberg (Institut für Molekulare Biotechnologie Jena)
- André Rosenthal (Institut für Molekulare Biotechnologie Jena)

Angewandte Forschung
Für die Arbeit Neurophysiologisch motivierte Architektur zur Erzeugung stabiler Farbpräsentationen:
- Torsten Pomierski (Technische Universität Ilmenau)

### 1998
Grundlagenforschung (geteilt)
Für die Entdeckung und Charakterisierung von protoplanetaren Akkretionsscheiben:
- Thomas Henning (Friedrich-Schiller-Universität Jena)

Für die Arbeit zur Physik der Jets junger Sterne:
- Jochen Eislöffel (Thüringer Landessternwarte Tautenburg)

Angewandte Forschung
Für seine Arbeit Optische Mikromanipulation auf Zweiphasen-Anregung vitaler Zellen mittels NIR-Mikroskopie:
- Karsten König (Friedrich-Schiller-Universität Jena)

Sondervotum (geteilt)
Für die Entwicklung eines Feinzielsensors für Geodätische Vermessungsgeräte:
- Gerhard Linß (Technische Universität Ilmenau)
- Peter Brückner (Technische Universität Ilmenau)
- Christian Usbeck (Technische Universität Ilmenau)
- Holger Klose (Technische Universität Ilmenau)
- Ludwin Monz (Carl Zeiss Jena GmbH)
- Marcel Seeber (Carl Zeiss Jena GmbH)
- Helmut Schreiber (Carl Zeiss Jena GmbH)

Für die Arbeit Micro Offset Printing – eine universelle Biochip-Technologie:
- Eugen Ermantraut (CLONDIAG chip technologies GmbH)
- Torsten Schulz (Hans-Knöll-Institut für Naturstoff-Forschung Jena)
- Stefan Wölfl (Institut für Physikalische Hochtechnologie Jena)

### 1999
Grundlagenforschung
Für seine Recht der Europäischen Integration:
- Peter M. Huber (Friedrich-Schiller-Universität Jena)

Angewandte Forschung
Für Forschungsleistungen zum Thema Optische Hochleistungslaser- und Verstärkerfasern:
- Johannes Kirchhof (Institut für Physikalische Hochtechnologie Jena)
- Sonja Unger (Institut für Physikalische Hochtechnologie Jena)
- Volker Reichel (Institut für Physikalische Hochtechnologie Jena)
- Holger Zellmer (Friedrich-Schiller-Universität Jena)
- Jörn Bonse (Bundesanstalt für Materialforschung und -prüfung Berlin)

Transferpreis
Für eine Werkzeugunterstützte Modellerstellung und Modellverwertung der UML:
- Evgeni Ivanov (OWiS GmbH)
- Martin Wolf (OWiS GmbH)

### 2000
Grundlagenforschung (geteilt)
Für eine Arbeit zu Mengers Theorem:
- Frank Göring (Technische Universität Ilmenau)

Für die Arbeit Macrophage Infectivity Potentiator Protein zur Analyse der Struktur des Erregers der Legionärskrankheit:
- Alan Riboldi-Tunnicliffe (Institut für Molekulare Biotechnologie Jena)

Angewandte Forschung
Für die Arbeit BASIC – Bacterial Synthesized Cellulose:
- Dieter Klemm (Friedrich-Schiller-Universität Jena)
- Dieter Schumann (Friedrich-Schiller-Universität Jena)
- Ulrike Udhardt (Friedrich-Schiller-Universität Jena)
- Silvia Marsch (Friedrich-Schiller-Universität Jena)

Transferpreis
Für die Chromatographische Festphasen-Extraktion (SPE) zur Generierung von Testproben aus der Natur für das Hochdurchsatzscreening:
- Isabel Sattler (Hans-Knöll-Institut für Naturstoff-Forschung Jena)
- Susanne Grabley (Hans-Knöll-Institut für Naturstoff-Forschung Jena)
- Ingrid Schmid (CyBio Screening GmbH)
- Ralf Thiericke (CyBio Screening GmbH)
- Thomas Moore (CyBio Screening GmbH)
- Gert Ebert (CyBio Screening GmbH)
- Michael Berg (CyBio Screening GmbH)

### 2001
Grundlagenforschung
Für seine Arbeit zur Organisation und Funktion des Gehirns, Bewegungsfunktionstherapie, neue Rehabilitationsmethoden und deren Wirksamkeit:
- Wolfgang Miltner (Friedrich-Schiller-Universität Jena)

Angewandte Forschung
Für seine Arbeit zur Entwicklung miniaturisierter Hochleistungsspektrometer:
- Rainer Riesenberg (Institut für Physikalische Hochtechnologie e. V., Jena)

Transferpreis
Für die Arbeit Entwicklung und Transfer des High-Speed-3-D-Digitalisierers für CAD / CAM in der Zahnmedizin und Industriedigitalisierung:
- Gunther Notni, Peter Kühmstedt, Jörg Gerber (alle Fraunhofer-Institut für Angewandte Optik und Feinmechanik Jena)

### 2002
Grundlagenforschung
Für seine Arbeiten über die Funktionsweise von Ionenkanal-Proteinen:
- Stefan H. Heinemann (Friedrich-Schiller-Universität Jena)

Angewandte Forschung (geteilt)
Für ihre Arbeiten zur Micro- and Nano-Scaled Photonics:
- Ernst-Bernhard Kley (Friedrich-Schiller-Universität Jena)
- Stefan Nolte (Friedrich-Schiller-Universität Jena)
- Ulf Peschel (Friedrich-Schiller-Universität Jena)
- Thomas Pertsch (Friedrich-Schiller-Universität Jena)

Für die Entwicklung eines neuartigen Nanopositionier- und Nanomessverfahrens::
- Gert Jäger (Technische Universität Ilmenau)
- Eberhard Manske (Technische Universität Ilmenau)
- Tino Hausotte (Technische Universität Ilmenau)
- Karl-Heinz Franke (Zentrum für Bild und Signalverarbeitung Ilmenau)
- Walter Schott (SIOS GmbH)

Transferpreis

### 2003
Grundlagenforschung (geteilt)
Für eine Arbeit mit dem Titel Eine mögliche präbiotische Bildung von Ammoniak aus molekularem Stickstoff auf Eisensulfidoberflächen:
- Wolfgang Weigand (Friedrich-Schiller-Universität Jena)
- Günter Kreisel (Friedrich-Schiller-Universität Jena)
- Willi Brand (Max-Planck-Institut für Biogeochemie Jena)

Für Arbeiten zum Hämolytische Urämische Syndrom (HUS):
- Peter F. Zipfel (Hans-Knöll-Institut für Naturstoff-Forschung Jena und Friedrich-Schiller-Universität Jena)

Angewandte Forschung
Für die Entwicklung einer Wellenfeldsynthese-Technologie:
- Karlheinz Brandenburg (Fraunhofer-Institut für Digitale Medientechnologie Ilmenau)
- Sandra Brix (Fraunhofer-Institut für Digitale Medientechnologie Ilmenau)
- Thomas Sporer (Fraunhofer-Institut für Digitale Medientechnologie Ilmenau)

Transferpreis
Für Mikrostrukturierte dielektrische Filter für Farbsensoranwendungen:
- Wolfgang Buß (Fraunhofer-Institut für Angewandte Optik und Feinmechanik Jena)
- Ramona Eberhardt (Fraunhofer-Institut für Angewandte Optik und Feinmechanik Jena)
- Marcus Frank (Fraunhofer-Institut für Angewandte Optik und Feinmechanik Jena)
- Matthias Mohaupt (Fraunhofer-Institut für Angewandte Optik und Feinmechanik Jena)
- Hein Uhlig (Fraunhofer-Institut für Angewandte Optik und Feinmechanik Jena)

### 2004
Grundlagenforschung (geteilt)
Für Arbeiten zu Qubits für skalierbare Quantenrechner:
- Evgeni Il'ichev (Institut für Physikalische Hochtechnologie Jena)
- Andrei Izmalkov (Institut für Physikalische Hochtechnologie Jena)
- Thomas Wagner (Institut für Physikalische Hochtechnologie Jena)
- Miroslav Grajcar (Institut für Physikalische Hochtechnologie Jena)

Für Forschung zu Bakterielle Symbionten als Wirkstoffproduzenten aus Tieren:
- Jörn Piel (Max-Planck-Institut für chemische Ökologie Jena)

Angewandte Forschung (geteilt)
Für Forschungsleistungen zu einer Ultraflachen Kamera (Künstliches Insektenauge):
- Jacques Duparré (Fraunhofer-Institut für Angewandte Optik und Feinmechanik Jena)
- Peter Dannberg (Fraunhofer-Institut für Angewandte Optik und Feinmechanik Jena)
- Andreas Bräuer (Fraunhofer-Institut für Angewandte Optik und Feinmechanik Jena)
- Peter Schreiber (Fraunhofer-Institut für Angewandte Optik und Feinmechanik Jena)

Für Forschung zum Thema Hochintensitätslaser:
- Roland Sauerbrey (Friedrich-Schiller-Universität Jena)
- Heinrich Schwoerer (Friedrich-Schiller-Universität Jena)

Transferpreis
nicht vergeben

### 2005
Grundlagenforschung (geteilt)
Für Arbeiten zu dem Thema Bakterielle Endosymbionten:
- Christian Hertweck (Hans-Knöll-Institut für Naturstoff-Forschung Jena)
- Laila P. Partida-Martinez (Hans-Knöll-Institut für Naturstoff-Forschung Jena)

Für Forschung zum Thema Diskriminierung und Toleranz zwischen sozialen Gruppen:
- Amélie Mummendey (Friedrich-Schiller-Universität Jena)
- Thomas Kessler (Friedrich-Schiller-Universität Jena)
- Thorsten Meiser (Friedrich-Schiller-Universität Jena)
- Kai Sassenberg (Friedrich-Schiller-Universität Jena)

Angewandte Forschung
Für Forschungen zum Thema Mikroreaktorik für High-Throughput-Einzelzellkultivierungen von Mikroorganismen:
- Josef Metze (Institut für Bioprozess- und Analysenmesstechnik Heiligenstadt)
- Karen Lemke (Institut für Bioprozess- und Analysenmesstechnik Heiligenstadt)
- Andreas Grodrian (Institut für Bioprozess- und Analysenmesstechnik Heiligenstadt)
- Karin Martin (Hans-Knöll-Institut für Naturstoff-Forschung Jena)
- Martin Roth (Hans-Knöll-Institut für Naturstoff-Forschung Jena)
- Thomas Henkel (Institut für Physikalische Hochtechnologie Jena)
- Michael Köhler (Technische Universität Ilmenau)

Transferpreis
nicht vergeben

### 2006
Grundlagenforschung (geteilt)
Für eine neue Tumorsuppressor-Kaskade:
- Helen Morrison (Leibniz-Institut für Alternsforschung – Fritz-Lipmann-Institut Jena)

Für die Forschung zu Thema Beschleunigung – Die Veränderung der Zeitstrukturen in der Moderne:
- Hartmut Rosa (Friedrich-Schiller-Universität Jena)

Angewandte Forschung (geteilt)
Für die Entwicklung eines berührungslosen Strömungsmessverfahrens für Hochtemperaturschmelzen:
- André Thess (Technische Universität Ilmenau)
- Yuri Kolesnikov (Technische Universität Ilmenau)
- Christian Karcher (Technische Universität Ilmenau)
- Eygeny Votyakov (Technische Universität Ilmenau)

Für die Arbeiten zum Thema MIMO – Channel-Sounder-Meßsystem:
- Reiner S. Thomä (Technische Universität Ilmenau)
- Tad Matsumoto (Technische Universität Ilmenau)
- Andreas Richter (Technische Universität Ilmenau)
- Christian Schneider (Technische Universität Ilmenau)
- Markus Landmann (Technische Universität Ilmenau)
- Gerd Sommerkorn (Technische Universität Ilmenau)
- Uwe Trautwein (Technische Universität Ilmenau)

Transferpreis
nicht vergeben

### 2007
Grundlagenforschung (geteilt)
Für die Arbeiten zur Molekulare Steuerung von Proteinen und das Schaltverhalten von Ionenkanälen:
- Klaus Benndorf (Friedrich-Schiller-Universität Jena)

Für die Steigerung der Lebenserwartung durch oxidativen Stress:
- Michael Ristow (Friedrich-Schiller-Universität Jena)

Angewandte Forschung
Für die Arbeiten zum Thema Komponenten und Systeme für die EUV-Lithographie bei 13,5 nm:
- Torsten Feigl (Fraunhofer-Institut für Angewandte Optik und Feinmechanik Jena)
- Sergiy Yulin (Fraunhofer-Institut für Angewandte Optik und Feinmechanik Jena)
- Uwe Zeitner (Fraunhofer-Institut für Angewandte Optik und Feinmechanik Jena)
- Thomas Peschel (Fraunhofer-Institut für Angewandte Optik und Feinmechanik Jena)
- Sven Schröder (Fraunhofer-Institut für Angewandte Optik und Feinmechanik Jena)
- Christoph Damm (Fraunhofer-Institut für Angewandte Optik und Feinmechanik Jena)
- Tino Benkenstein (Fraunhofer-Institut für Angewandte Optik und Feinmechanik Jena)

Transferpreis
nicht vergeben

### 2008
Grundlagenforschung
Für die Numerische Simulation turbulenter Konvektionsströmungen:
- Jörg Schumacher (Technische Universität Ilmenau)

Angewandte Forschung
Für die Arbeiten zum Thema Neue Wege in der Sepsisforschung:
- Konrad Reinhart (Friedrich-Schiller-Universität Jena)

Transferpreis (geteilt)
Für die Entwicklung einer Technologie zur galvanischen und elektrochemischen Modifizierung von vorstrukturierten partiell leitfähigen textilen Flächen zur Integration von Mikrosystemtechnik in Textilien:
- Andreas Neudeck (Textilforschungsinstitut Thüringen-Vogtland)

Für die Entwicklung und Implementierung der Direkteinarbeitung von Phasenwechselwerkstoffen in Polymermatrizes:
- Ralf Bauer (Thüringisches Institut für Textil- und Kunststoff-Forschung Rudolstadt)
- Axel Kolbe (Thüringisches Institut für Textil- und Kunststoff-Forschung Rudolstadt)
- Marcus Krieg (Thüringisches Institut für Textil- und Kunststoff-Forschung Rudolstadt)
- Frank Meister (Thüringisches Institut für Textil- und Kunststoff-Forschung Rudolstadt)
- Jürgen Melle (Thüringisches Institut für Textil- und Kunststoff-Forschung Rudolstadt)
- Michael Mooz (Thüringisches Institut für Textil- und Kunststoff-Forschung Rudolstadt)

### 2009
Grundlagenforschung
Für die Beschreibung und Analyse neuronaler Korrelate der Gesichtserkennung:
- Stefan R. Schweinberger (Friedrich-Schiller-Universität Jena)
- Holger Wiese (Friedrich-Schiller-Universität Jena)
- Jürgen Kaufmann (Friedrich-Schiller-Universität Jena)

Angewandte Forschung (geteilt)
Für eine Terahertz-Sicherheitskamera:
- Hans-Georg Meyer (Institut für Photonische Technologien Jena)
- Viatcheslav Zakosarenko (Institut für Photonische Technologien Jena)
- Solveig Anders (Institut für Photonische Technologien Jena)
- Torsten May (Institut für Photonische Technologien Jena)
- Marco Schulz (Institut für Photonische Technologien Jena)
- Günther Thorwirth (Jena-Optronik)
- Michael Starkloff (Supracon AG)

Für einen Neuartigen Wirkstoff gegen hochresistente Tuberkulose:
- Ute Möllmann (Hans-Knöll-Institut für Naturstoff-Forschung Jena)
- Vadim Makarov (A. N. Bakh-Institut für Biochemie Moskau)

Transferpreis
Für den weltweit ersten praxistauglichen Interaktiven, mobilen Shopping-Roboter:
- Horst-Michael Groß (Technische Universität Ilmenau)
- Hans-Joachim Böhme (Technische Universität Ilmenau)
- Christof Schröter (Technische Universität Ilmenau)
- Alexander König (Technische Universität Ilmenau)
- Steffen Müller (Technische Universität Ilmenau)
- Erik Einhorn (Technische Universität Ilmenau)
- Andreas Bley (MetraLabs GmbH Ilmenau)
- Christian Martin (MetraLabs GmbH Ilmenau)
- Matthias Merten (MetraLabs GmbH Ilmenau)
- Johannes Trabert (MetraLabs GmbH Ilmenau)
- Norbert Herda (MetraLabs GmbH Ilmenau)
- Rüdiger Scheidig (MetraLabs GmbH Ilmenau)
- Tim Langner (MetraLabs GmbH Ilmenau)

### 2010
Grundlagenforschung
Für die Erzeugung ultrakurzer Röntgenimpulse für die Aufklärung von transienten Strukturen der Materie:
- Christian Spielmann (Friedrich-Schiller-Universität Jena)

Angewandte Forschung (geteilt)
Für eine Technologieplattform für Chip-basierten Vor-Ort-Nachweis von Mikroorganismen:
- Robert Möller (Institut für Photonische Technologien Jena)
- Wolfgang Fritzsche (Institut für Photonische Technologien Jena)
- Matthias Urban (Institut für Photonische Technologien Jena)
- Robert Kretschmer (Friedrich-Schiller-Universität Jena / Institut für Photonische Technologien Jena)
- Christian Seyboldt (Bundesforschungsinstitut für Tiergesundheit – Friedrich-Loeffler-Institut Jena)
- Thomas Schüler (Friedrich-Schiller-Universität Jena)

Für Keramische Membranen für die Sauerstoff-Erzeugung:
- Ralf Kriegel (Fraunhofer-Institut für Keramische Technologien und Systeme Hermsdorf)
- Matthias Schulz (Fraunhofer-Institut für Keramische Technologien und Systeme Hermsdorf)
- Ingolf Voigt (Fraunhofer-Institut für Keramische Technologien und Systeme Hermsdorf)
- Jürgen Böer (Fraunhofer-Institut für Keramische Technologien und Systeme Hermsdorf)
- Lutz Kiesel (Fraunhofer-Institut für Keramische Technologien und Systeme Hermsdorf)

Transferpreis
nicht vergeben

### 2011
Grundlagenforschung
Für ihre Arbeit Strukturaufklärung in kleinsten Dimensionen:
- Volker Deckert (Institut für Photonische Technologien Jena)
- Dana Cialla (Institut für Photonische Technologien Jena)
- Tanja Deckert-Gaudig (Institut für Photonische Technologien Jena)
- Henrik Schneidewind (Institut für Photonische Technologien Jena)
- Konstantin Kirsch (Institut für Photonische Technologien Jena)

Angewandte Forschung (geteilt)
Für die Forschung über die Steuerung von Biomolekülen an Materialoberflächen – Wie die Nanostruktur von Polyethylen-Oberflächen die Proteinanordnung und -orientierung steuert:
- Klaus D. Jandt (Friedrich-Schiller-Universität Jena)
- Thomas F. Keller (Friedrich-Schiller-Universität Jena)

Für die Entwicklung eines alternativen Material – Herstellungsverfahrens auf Pulver-Sinter-Basis für Hochleistungslaserfaser:
- Stephan Grimm (Institut für Photonische Technologien Jena)
- Martin Leich (Institut für Photonische Technologien Jena)
- Florian Just (Institut für Photonische Technologien Jena)
- Volker Reichel (Institut für Photonische Technologien Jena)

Transferpreis
Für die Arbeit über das Entspiegelungsverfahren AR-Plas:
- Ulrike Schulz (Fraunhofer-Institut für Angewandte Optik und Feinmechanik Jena)
- Peter Munzert (Fraunhofer-Institut für Angewandte Optik und Feinmechanik Jena)

### 2012
Grundlagenforschung
- Jörg Rüpke (Universität Erfurt) für sein Forschungsthema Religiöser Wandel in der römischen Antike

Angewandte Forschung
- Jürgen Popp, Andreas Tünnermann, Orlando Guntinas-Lichius, Benjamin Dietzek, Jens Limpert, Andreas Stallmach und Bernd F.M. Romeike (Friedrich-Schiller-Universität Jena, Institut für Photonische Technologien e. V., Fraunhofer-Institut für Optik und Feinmechanik und Universitätsklinikum Jena) für Multikontrast-Mikroskopie für den klinischen Einsatz

Transferpreis
- Dana Kralisch und Nadine Heßler (Universität Jena) für die Erforschung ihres biotechnologischen Verfahrens „JenaCell“
- Ronny Stolz, Andreas Chwala, Frank Bauer, Vyacheslav Zakosarenko und Ludwig Fritzsch (Institut für Photonische Technologien e. V.) sowie Nikolai Oukhanski, Matthias Meyer und Michael Starkloff (Supracon AG) für tiefe Lagerstättenerkundung mit JeSSY DEEP

### 2013
Grundlagenforschung
- Martin Mulsow (Forschungszentrum Gotha der Universität Erfurt) für sein Forschungsthema Untergrund der Aufklärung

Angewandte Forschung (geteilt)
- Gunther Notni, Peter Kühmstedt und Richard Kowarschik (Fraunhofer-Institut für Angewandte Optik und Feinmechanik IOF Jena und Friedrich-Schiller-Universität Jena) für Arbeiten zur dreidimensionalen Bilderfassung
- Günter Schäfer, Michael Roßberg, Franz Girlich, Michael Grey und Markus Trapp (Technische Universität Ilmenau) für Arbeiten zu abhörsicherer Kommunikation

Transferpreis
- Matthias Dürst, Alfred Hansel, Martina Schmitz und Kerstin Brox (Universitätsklinikum der Friedrich-Schiller-Universität Jena und oncgnostics GmbH) für ihre Arbeiten zur Früherkennung von Gebärmutterhalskrebs

### 2014
Grundlagenforschung
- Martin Kaltenpoth (Max-Planck-Institut für chemische Ökologie) für Antibiotika aus Insektensymbiosen: Erstaunlicher Verteidigungspakt mit Bakterien.

Angewandte Forschung
- Kartin Frankenfeld und Christian Rautenberg (fzmb Forschungszentrum für Medizintechnik und Biotechnologie), Thomas Heinze und Friedrich Scholz (Institut für Organische Chemie und Makromolekulare Chemie der Friedrich-Schiller-Universität Jena) für ultrasensitive immunologische Schnelltests für die Notfallmedizin auf Basis nanostrukturierter Polymermembranen.

Transferpreis
- Christoph Chojetzki, Hartmut Bartelt, Sonja Unger, Manfred Rothhardt und Eric Lindner (Leibniz-Institut für Photonische Technologien und FBGS Technologies GmbH) für Optische Fasern mit Funktion: Innovative Ziehturmtechnik zum Einschreiben von Faser-Bragg-Gittern.

### 2015
Grundlagenforschung
- Christian Hübner, Ingo Kurth (Institut für Humangenetik der Friedrich-Schiller-Universität Jena) für die Aufklärung einer genetisch bedingten neurodegenerativen Erkrankung, die zum Verlust von Sensibilitäts- und Schmerzempfinden führt.
- Gerd Gleixner (Max-Planck-Institut für Biogeochemie Jena) für das Projekt Artenvielfalt schützt das Klima.

Angewandte Forschung
- Rainer Riesenberg, Mario Kanka, Alexej Grjasnow für ein miniaturisiertes, linsenloses 3D-Mikroskop (Blood Cell Counter) für medizinische Anwendungen.

### 2017
Grundlagenforschung
- Johannes Krause (Max-Planck-Institut für Menschheitsgeschichte) für die Entschlüsselung mehrerer Genome des Pesterregers aus Überresten mittelalterlicher Pest-Opfer[37][38]

Angewandte Forschung
Ein Forscherteam (Friedrich-Schiller-Universität Jena, Center for Energy and Environmental Chemistry) für eine Polymer-Redox-Flow-Batterie auf Basis von wässrigen Kunststofflösungen: Ulrich Schubert, Martin D. Hager, Tobias Janoschka

### 2018
Grundlagenforschung
- Lambert Wiesing (Friedrich-Schiller-Universität Jena)[40]
- Alessandro Cellerino, Christoph Englert, Matthias Platzer, Bryan R. Downie, Nils Hartmann, Philipp Koch, Andreas Petzold, Kathrin Reichwald (Leibniz-Institut für Alternsforschung)[40]

Angewandte Forschung
- Thomas Fröhlich, Roland Füßl, Michael Kühnel, Gunter Krapf, Falko Hilbrunner, Jan Schleichert (Technische Universität Ilmenau)[40]

### 2019
Grundlagenforschung
- Ulrich Brose, Deutsches Zentrum für integrative Biodiversitätsforschung[41]

Angewandte Forschung
- Michael Stelter, Matthias Schulz, Roland Weidl, Heidi Dohndorf, Martin Hofacker, Heidi Dohndorf, Benjamin Schüßler, Lutz Kiesel Fraunhofer-Institut für Keramische Technologien und Systeme[41]
- Michael Bauer, Jürgen Popp, Ute Neugebauer, Bettina Löffler, Uwe Hübner, Peter Horbert, Leibniz-Institut für Photonische Technologien (Friedrich-Schiller-Universität Jena und Universitätsklinikum Jena)[41]

### 2020
Grundlagenforschung
- Eberhard Manske, Thomas Fröhlich, Roland Füßl, Uwe Gerhardt, Rostyslav Mastylo, Ingo Ortlepp, Ulrike Blumröder, Folker Schwesinger, Oliver Birli, Gunter Krapf, Andreas Meister, Paul Köchert (Technische Universität Ilmenau)[42]

Angewandte Forschung
- Patrick Mäder, Marco Seeland, David Boho, Christian Wittich, Fabian Nitsche (Technische Universität Ilmenau)[42] für Flora Incognita[43]
- Jana Wäldchen, Michael Rzanny, Alice Deggelmann (Max-Planck-Institut für Biogeochemie Jena)[42] für Flora Incognita[43]

### 2021
- „Postwachstumsgesellschaften“: Klaus Dörre, Hartmut Rosa, Stephan Lessenich
- „nutriCARD - Mehr wissen. Besser essen. Gesünder leben. Translationale Spitzenforschung und Entwicklung für eine gesündere Bevölkerung“: Stefan Lorkowski, Christine Dawczynski, Gabriele Stangl, Toni Meier, Peggy Braun, Tobias Höhn, Claudia Wiacek
- „Optische Schlierenverfahren zur Visualisierung von Raumluftströmungen“: Conrad Völker, Hayder Alsaad, Lia Becher, Amayu Wakoya Gena

### 2022
- „Entwicklung der kritischen Grenzfläche zwischen III-V-Halbleitern und Silizium für die effiziente Umwandlung von Sonnenenergie in Wasserstoff“: Thomas Hannappel und Mitarbeiter
- „Infektionsschutzverhalten verstehen und verändern“: Cornelia Betsch und Mitarbeiter
- „Künstliche Intelligenz für die Identifikation kleiner Moleküle“: Sebastian Böcker und Mitarbeiter

### 2023
- „Historisch-kulturwissenschaftliche Raumforschung“: Susanne Rau
- „Quantenphysik der Materie - Grundlagenforschung mit Hilfe von Rastersondenmethoden zur Aufdeckung von Mechanismen und Prinzipien auf atomarer Skala“: Jörg Kröger
- „Das Unsichtbare sichtbar machen – Neue spektroskopische Werkzeuge, um die Funktionsweise von Photokatalysatoren zu entschlüsseln“: Benjamin Dietzek-Ivanšić, Linda Zedler, Carolin Müller

### 2024
Quelle:
- Patrick Roberts (Max-Planck-Institut für Geoanthropologie): Nutzung und Zerstörung der Tropen
- Andrey Turchanin und Mitarbeiter (Universität Jena): 2D-Materialien